# Ehl
Ehl est une localité de la commune de Sand, à proximité de la ville de Benfeld en Alsace, France. C'est le site de l'importante cité gallo-romaine de la ville de Ellelum/Helvetum.
Le camp romain d'Ellelum/Helvetum situé sur l'Ill, dans la plaine d'Alsace, dans le pays triboque (dont la capitale était Brocomagus) est un lieu stratégique et possède un péage douanier. La ville (vicus) est détruite par trois fois en 21 sous Tibère, en 40 après les révoltes gauloises, et au Ve siècle par les Vandales incluant aussi le camp.